# Sverri Sandberg Nielsen
Sverri Sandberg Nielsen (Tórshavn, 14 ottobre 1993) è un canottiere faroese con cittadinanza danese.

## Biografia
È nato e cresciuto a Tórshavn nelle Fær Øer. Si è formato all'Università delle Isole Fær Øer (Fróðskaparsetur Føroya). Risiede a Bagsvaerd, in Danimarca.
Ha iniziato con gli sport remistici sulle tradizionali barche di legno delle Fær Øer con 6 o 8 vogatori e un timoniere. Nelle Fær Øer ha praticato il canottaggio sia indoor che all'aperto. 

### Carriera
È membro della squadra nazionale danese di canottaggio e gareggia prevalentemente nel singolo. Ha gareggiato anche nel doppio. La sua squadra di club è il Danske Studenters Roklub.
Ai campionati del mondo di canottaggio di Aiguebelette 2015 è arrivato in semifinale nel singolo. Ai mondiali under 23 di Polvdiv 2015 è arrivato quarto in finale nel singolo.
Agli campionati europei di canottaggio di Brandeburgo 2016 ha raggiunto la finale, concludendo al sesto posto nel singolo.
Ai mondiali di Sarasota 2017 è stato eliminato in semifinale nel singolo.
Si è laureato vicecampione del mondo nel singolo ai mondiali di Ottensheim 2019.
Ha vinto la medaglia d'oro nel singolo agli europei di Poznań 2020.

### Canottaggio indoor
Nel 2011 ha vinto i campionati mondiali di canottaggio indoor per ragazzi junior C.R.A.S.H.-B.Sprints. 
Nel gennaio 2015 ha stabilito il nuovo record danese nel canottaggio indoor maschile, migliorandolo una prima volta nel gennaio 2016 con il tempo di 5'51"6, una seconda volta nel gennaio 2017 con il tempo 5'49"20, e una terza volta nel febbraio 2017 al campionato europeo di canottaggio indoor, vinto con il tempo di 5'47"9.

## Riconoscimenti
- 2019 - Sportivo dell'anno faroese[3]

## Palmarès
- Mondiali

Ottensheim 2019: argento nel singolo
- Europei

Poznań 2020: oro nel singolo
Varese 2021: argento nel singolo